# Kolobos
Pour plus de détails, voir Fiche technique et Distribution.
Kolobos  est un film américain réalisé par Daniel Liatowitsch et David Todd Ocvirk, sorti en 1999.

## Synopsis
Un groupe de jeunes accepte de participer à une expérience : ils seront enfermés dans une vaste demeure où ils seront filmés en permanence. Cependant, un tueur sanguinaire va donner une dimension sanglante à cette aventure.

## Fiche technique
- Réalisation : Daniel Liatowitsch et David Todd Ocvirk
- Scénario : Nne Ebong, Daniel Liatowitsch et David Todd Ocvirk
- Producteur : Dana Altman, Nne Ebong et Edward R. Taylor
- Musique : William Kidd
- Photographie : Yoram Astrakhan
- Montage : Brian Olson
- Genre : Horreur
- Interdit aux moins de 12 ans

## Distribution
- Amy Weber : Kyra
- Donny Terranova : Tom
- Nichole Pelerine : Erica
- John Fairlie : Gary
- Promise LaMarco : Tina
- Linnea Quigley : Dorothy
- Simms Thomas : Dr. Waldman
- Todd Beadle : Dr. Jurgen
- Marie Weiss : Lucille
- Jonathan Rone : Carl